# Katharine Isabelle
Katharine Isabelle, född 2 november 1981 i Vancouver, är en kanadensisk skådespelerska.

## Filmografi (urval)

### Filmer
- 1989 - Kallt uppdrag - Katie McKenzie
- 1989 - Cousins - Chloe Hardy
- 1989 - Immediate Family - Carrie
- 1991 - Visst finns tomten! - Virginia O'Hanlon
- 1992 - Sista draget - Erica Sanderson
- 1995 - Ödets vindar - Rachel som ung
- 1996 - Fången på Zenda AB - Fiona
- 1998 - Inte som andra - Lindsay Clark
- 1998 - Voyage of Terror - Aly Tauber
- 2000 - Ginger Snaps - Ginger
- 2001 - Josie and the Pussycats - skrattande flicka
- 2002 - Insomnia - Tanya Francke
- 2002 - Carrie - Tina Blake
- 2003 - Freddy vs. Jason - Gibb
- 2004 - Ginger Snaps 2: Unleashed - Ginger
- 2004 - Ginger Snaps Back: The Beginning - Ginger
- 2005 - Rapid Fire - Amber
- 2006 - Engaged to Kill - Maddy Lord
- 2008 - Another Cinderella Story - Bree
- 2018 - Bad Times at the El Royale - Ruth Pugh

### TV-serier
- 1989 - MacGyver - Violet, 1 avsnitt
- 1992 - I fantasins gränsland - Meg, 1 avsnitt
- 1998 - Arkiv X - Lisa Baiocchi, 1 avsnitt
- 1998–1999 - First Wave - Denise, 2 avsnitt
- 2002 - John Doe - Shayne Pickford, 1 avsnitt
- 2003 - Smallville - Sara Conroy, 1 avsnitt
- 2006 - Stargate SG-1 - Valencia, 1 avsnitt
- 2007 - Supernatural - Ava Wilson, 2 avsnitt
- 2008 - Psych - Sigrid, 1 avsnitt
- 2009 - The L Word - Marci Salvatore, 1 avsnitt
- 2019–2020 - The Order - Vera Stone, 19 avsnitt

## Utmärkelser
- 2008 - Gemini Award - Bästa framträdande av en skådespelerska i en spelad biroll i ett dramaprogram eller miniserie för The Englishman's Boy